# Hurdon
Hurdon est une banlieue de New Plymouth, située dans l’ouest de l’Île du Nord de la Nouvelle-Zélande.

## Situation
Elle est localisée au sud-ouest du centre de la cité.

## Population
Selon le  recensement de 2013 en Nouvelle-Zélande, la zone de Upper Westown, qui est largement la même zone que la banlieue avait une population de 1 578 habitants, en augmentation de 78 personnes depuis le recensement de 2006 en Nouvelle-Zélande.
Il y avait 744 hommes et 834 femmes.

## Histoire
Un des premiers colons dans le secteur, fut Peter Elliot, qui arriva en 1841 sur le bateau de la Compagnie de Nouvelle-Zélande nommé le Amelia Thompson (en).
Il établit la première ferme laitière dans le secteur de New Plymouth, qu’il appela Hurdon.
Une école fut aussi établie dans son étable en 1853.

## Éducation
L’école Frankley School est une école publique, mixte, contribuant au primaire (allant des années 1 à 6) avec un effectif de 284 élèves en mars 2020.
L’école a commencé sous le nom de la Frankley Road School en 1878. Elle fut remplacée par une nouvelle école avec deux salles de classe en 1910. L’école s’est déplacée vers le site actuel en 1969.